# Asadipus humptydoo
Asadipus humptydoo is een spinnensoort uit de familie Lamponidae. De soort komt voor in Noordelijk Territorium.